# Sebastián Boselli
Pour les articles homonymes, voir Boselli.
Sebastián Boselli, né le 4 décembre 2003 à Montevideo en Uruguay, est un footballeur uruguayen qui joue au poste de défenseur central à l'Estudiantes LP, en prêt de River Plate.

## Biographie

### En club
Né à Montevideo en Uruguay, Sebastián Boselli commence le football au poste d'ailier avant d'être repositionné durant sa formation en défense où il peut aussi bien jouer en défense centrale qu'au poste d'arrière droit. Il est formé par le Defensor SC, où il commence sa carrière professionnelle. Il joue son premier match en professionnel le 7 septembre 2022, lors d'une rencontre de coupe d'Uruguay contre le Racing Club de Montevideo. Ce jour-là il est titularisé à un poste d'arrière droit et son équipe l'emporte par un but à zéro. Il fait sa première apparition dans le championnat uruguayen le 15 octobre 2022 face au Club Deportivo Maldonado. Titularisé ce jour-là, il se fait remarquer en étant expulsé en fin de match après avoir reçu un second carton jaune. Les deux équipes se séparent sur un match nul (0-0 score final).

### En sélection
Sebastián Boselli est convoqué avec l'équipe d'Uruguay des moins de 20 ans pour participer au Championnat d'Amérique du Sud des moins de 20 ans qui a lieu en janvier et février 2023,. Titulaire en défense centrale aux côtés de Facundo González, il forme avec leur gardien Randall Rodríguez l'une des défenses les plus solides du tournoi. L'Uruguay termine premier, après une victoire face a l’Italie (1-0),.

## Vie privée
Sebastián Boselli est issu d'une famille de sportifs. Son père Pablo est un joueur de padel professionnel. Il a également deux frères qui sont tous les deux footballeurs, Martín Boselli et Juan Manuel Boselli (en).

## Palmarès
Uruguay -20 ans
- Championnat d'Amérique du Sud
  - Finaliste en 2023